# Cibiana di Cadore
Cibiana di Cadore (velenceiül Zubiana vagy Subiana) település Olaszországban, Veneto régióban, Belluno megyében. Lakosainak száma 331 fő (2023. január 1.). Cibiana di Cadore Val di Zoldo, Ospitale di Cadore, Valle di Cadore és Vodo di Cadore községekkel határos.

## Népesség
A település lakossága az elmúlt években az alábbi módon változott:
| Lakosok száma | 483  | 405  | 394  | 331  |
|               | 2008 | 2017 | 2018 | 2023 |

## Kapcsolódó szócikk
- Cibiana-hágó